# Praça Elizabeth Paixão
A Praça Elizabeth Paixão, oficialmente Praça Secretária Elizabeth Paixão, anteriormente conhecida como Praça Manoel Duarte, é uma praça situada no bairro do Centro, na cidade fluminense de Mesquita. Localiza-se no cruzamento da Estrada Feliciano Sodré com a Rua Mister Watkins.
Em dezembro de 2015, a praça foi reinaugurada após dois meses de obras. Na época, o logradouro recebeu novas áreas de convivência e lazer, novos canteiros, nova iluminação pública, parque infantil e aparelhos para prática de atividade física. Em toda a sua extensão, foram plantadas palmeiras de várias espécies e jardineiras. Foram construídas também rampas mais amplas e com piso especial a fim de conferir acessibilidade ao local.
Entre 2019 e 2020, a praça recebeu novas obras de revitalização a fim de proporcionar mais conforto e segurança à população local. As intervenções contemplaram o piso da praça, o parque infantil, os aparelhos de ginástica, a banca de jornal, o quiosque e os monumentos da Bíblia Sagrada e dos Paraquedistas. Houve também a substituição dos bancos de madeira e a instalação de nova iluminação pública. A revitalização da Praça Elizabeth Paixão fez parte de um pacote de obras que visou melhorar os aspectos físico e estrutural das ruas centrais de Mesquita.